# Tamaria stria
Tamaria stria är en sjöstjärneart som beskrevs av Paul O. Downey 1975. Tamaria stria ingår i släktet Tamaria och familjen Ophidiasteridae. Inga underarter finns listade i Catalogue of Life.